# Ffernfael ap Meurig
Ffernfael ap Meurig (ou Fernmail map Meuric;  gallois : Ffernfael ap Meurig); fl. vers 880) est un souverain du  IXe siècle du royaume de Gwent dans le sud-est du Pays de Galles. Il succède à son père Meurig ap Arthfael Hen comme roi de Gwent et règne comme corégent junior de son frère Brochfael
Son nom semble signifier « chevilles fortes  », alors que celui de son frère signifie « Bras forts  ». 